# Michele Rinaldi
Michele Rinaldi (né le 9 janvier 1987 à Manerbio, dans la province de Brescia, en Lombardie) est un footballeur italien. Il évolue au poste de défenseur.

## Biographie
Michele Rinaldi a joué 6 matchs en Série A sous les couleurs de l'AS Bari et 38 matchs en Série B avec le club de Rimini.

## Clubs
- 2004-2005 : Atalanta Bergame
- 2005-2007 : Udinese Calcio
- 2007-2007 : Parma FC
- 2007-2010 : Rimini CFC
- 2010-2011 : AS Bari
- 2011-2013 : Bénévent Calcio